# NK Neretva Metković
NK Neretva Metković ist ein kroatischer Fußballverein aus der Stadt Metković.

## Geschichte
In der Saison 1994/95 gelang dem Verein der größte Erfolg. Man stieg auf in die erste kroatische Liga und konnte sich dort zwei Jahre halten, ehe man 1997 wieder abgestiegen ist. Inzwischen spielt der Verein nur noch drittklassig.